# Bahnhof Fulda
Bahnhof Fulda vasútállomás Németországban, Hessen tartományban, Fulda városban. A német vasútállomás-kategóriák közül a második csoportba tartozik.

## Vasútvonalak
Az állomást az alábbi vasútvonalak érintik:
- Frankfurt (Main) Hbf–Göttingen railway
- Vogelsbergbahn
- Fulda Bronnzell–Fulda railway
- Hannover–Würzburg nagysebességű vasútvonal

## Forgalom

### Regionális
| Járat | Útvonal | Szolgáltató                 |
| ----- | --- | --------------------------- |
| RE50  | Fulda – Neuhof – Flieden – Schlüchtern – Wächtersbach – Gelnhausen – Hanau – Offenbach – Frankfurt Süd – Frankfurt | DB Regio                    |
| RB5   | Kassel – Kassel-Wilhelmshöhe – Melsungen – Bebra – Bad Hersfeld – Hünfeld – Fulda                                  | cantus Verkehrsgesellschaft |
| RB45  | Fulda – Bad Salzschlirf – Lauterbach Nord – Alsfeld – Grünberg – Gießen (- Weilburg – Limburg)                     | Hessische Landesbahn        |
| RB52  | Fulda – Eichenzell – Gersfeld                                                                                      | Hessische Landesbahn        |

### Távolsági
| Járat            | Útvonal | Ütem              |
| ---------------- | --- | ----------------- |
| ICE 11           | Berlin – Magdeburg – Braunschweig – Kassel-Wilhelmshöhe – Fulda – Würzburg – München | egy járat hetente |
| ICE 11           | Hamburg-Altona – Berlin – Leipzig – Erfurt – Fulda – Frankfurt – Mannheim – Stuttgart – Ulm – Augsburg – München | kétóránként       |
| ICE 12           | Berlin Ostbahnhof – Wolfsburg – Hildesheim – Göttingen – Kassel-Wilhelmshöhe – Fulda – Hanau – Frankfurt – Mannheim – Karlsruhe – Freiburg – Basel Bad– Basel SBB | kétóránként       |
| ICE 13           | Berlin Ostbahnhof – Braunschweig – Kassel-Wilhelmshöhe – Fulda – Frankfurt Süd – Frankfurt Flughafen | kétóránként       |
| ICE 20           | (Kiel –) Hamburg-Altona – Hannover – Kassel-Wilhelmshöhe – Fulda – Frankfurt – Wiesbaden | bizonyos vonatok  |
| ICE 25           | (Lübeck –) Hamburg – Hannover – Göttingen – Kassel-Wilhelmshöhe – Fulda – Würzburg – Nürnberg – Ingolstadt – München (– Garmisch-Partenkirchen) | óránként          |
| ICE 91           | Hamburg-Altona – Hannover – Göttingen – Kassel-Wilhelmshöhe – Fulda – Würzburg – Nürnberg – Regensburg – Plattling – Passau – Wels – Linz – St. Pölten – Wien | egy vonatpár      |
| ICE 41           | (Frankfurt – Frankfurt Flughafen – Mainz – Wiesbaden – Limburg Süd – Montabaur – Siegburg/Bonn – Köln / Köln Messe/Deutz –) Düsseldorf – Duisburg – Essen – Bochum – Dortmund – Hamm – Soest – Lippstadt – Paderborn – Altenbeken – Warburg – Kassel-Wilhelmshöhe – Fulda – Würzburg – Nürnberg – München | egy vonatpár      |
| ICE 50           | Dresden – Riesa – Leipzig – Erfurt – Gotha – Eisenach – Bad Hersfeld – Fulda – Frankfurt – Frankfurt Flughafen – Mainz – Wiesbaden | kétóránként       |
| IC 26            | Hamburg-Altona – Hamburg – Hannover – Göttingen – Kassel-Wilhelmshöhe – Fulda – Würzburg – Augsburg – München-Pasing – Rosenheim – Freilassing – Berchtesgaden | bizonyos vonatok  |
| NJ Nightjet      | Hamburg-Altona – Hamburg – Hannover – / Berlin Ostbahnhof – Berlin – Magdeburg – / Göttingen – Fulda – Frankfurt Süd – Mannheim – Karlsruhe – Freiburg – Basel SBB – Zürich | egy vonatpár      |
| FLX 10 Flixtrain | Berlin-Lichtenberg – Berlin Ostbahnhof – Berlin Hbf – Berlin Zoo – Wolfsburg – Hannover – Göttingen – Kassel-Wilhelmshöhe – Fulda – Hanau – Frankfurt Süd – Darmstadt – Weinheim – Heidelberg – Vaihingen – Stuttgart                                                                                     | 1–2 vonatpár      |

## Kapcsolódó állomások
A vasútállomáshoz az alábbi állomások vannak a legközelebb:
- Neuhof (Kr Fulda) station (nem ismert – , Frankfurt Hauptbahnhof, Frankfurt (Main) Hbf–Göttingen railway)
- Fulda SFS Nord (Bahnhof Göttingen, Frankfurt (Main) Hbf–Göttingen railway)
- Maberzell (1871. július 31. – , Bahnhof Gießen, Vogelsbergbahn)
- Fulda-Bronnzell (nem ismert – , Fulda-Bronnzell, Fulda Bronnzell–Fulda railway)
- Fulda SFS Nord (1991. június 2. – , Hannover–Würzburg nagysebességű vasútvonal, Hannover Hauptbahnhof)
- Fulda-Bronnzell (1988. május 29. – , Würzburg Hauptbahnhof, Hannover–Würzburg nagysebességű vasútvonal)
- Oberbimbach station (Limburg (Lahn) station, RB 45)
- Kassel-Wilhelmshöhe vasútállomás